# Service Management Facility
Service Management Facility (SMF) — механизм в операционной системе Solaris, который создаёт унифицированую модель для всех служб и заменяет скрипты init.d. SMF предоставляет:
- Зависимости. Службы могут зависеть друг от друга. Если одна из служб не функционирует корректно, то зависящие от неё службы не могут быть запущены.
- Configurable boot verbosity
- Делегирование заданий не-root пользователям. Служба может быть сконфигурирована для работы с ограниченными привилегиями. Если произошёл сбой в работе службы, системе будет нанесён меньший вред.
- Параллельный запуск служб. Независящие друг от друга службы могут запускаться одновременно. Это позволяет ускорить начальную загрузку системы.
- Автоматический перезапуск служб после сбоя. Работая вместе с системой Solaris Fault Manager, SMF позволяет операционной системе самовосстанавливаться в случае аппаратных сбоев или ошибок администрирования.

Все эти особенности возможны благодаря тому, что службы являются «объектами первого класса». Это значит, что они рассматриваются как более важные, чем обычные пользовательские процессы.
Для облегчения использования SMF создана программа SMFGUI с графическим интерфейсом.

## Что заменяет SMF
В версиях Solaris до Solaris 10, и в UNIX вообще, службы конфигурируются посредством правки текстовых файлов. Файлы начальной загрузки расположены в каталоге /etc/rc.d, а конфигурационные данные в файлах, таких как /etc/inittab и /etc/inetd.conf. Типичная система может содержать множество конфигурационных файлов, и конфигурирование может производиться различными методами, включая редактирование скриптов. В SMF существует единый интерфейс для всех служб, что упрощает администрирование.

## Экземпляры
Одна служба может иметь несколько конфигураций, которые называются её экземплярами.